# Братислав Бата Голић
Братислав Бата Голић (Власеница, 14. август 1952) српски је привредник, културни и хуманитарни радник, приређивач и песник. Оснивач је Културно-издавачког центра „Српска кућа”.

## Биографија
Рођен је 14. августа 1952. године у Власеници, данас Република Српска у породици Саве и мајке Софије Голић који имају још две кћери. Детињство је провео у Хан Пијеску, а школовао се и живео до 1987. године у Сарајеву где је завршио Вишу трговачку школу – одсек организатор продаје.
Радно искуство у издавачкој делатности стекао је радећи у издавачком предузећу „Веселин Маслеша” из Сарајева где је био руководилац неколико књижара и велепродаја, као и у издавачком предузећу „Рад” у Београду, у којима је провео неколико година.
Године 1987. досељава се у околину Пожаревца, тачније у Брежане, где са супругом отвара прво трговинску радњу, коју 1990. године пререгиструју у трговинско предузеће.
Члан је Удружења књижевника Србије.
Са супругом Свијетланом (рођена Милошевић) живи у Пожаревцу, са којом имају троје деце, кћерке Соњу и Горану и сина Горана.

## Оснивање центра
Оснивање Културно-издавачког центра „Српска кућа” започето је откупом и обновом старе зграде, преко пута Владичанског двора у Хајдук Вељковој улици 23. Кућу која је грађена у моравском стилу, саградио је брат Хајдук Вељка, Милутин Петровић звани Ера 1823. године. Године 1841. у њој је отворена прва Пожаревачка пошта и ово је сада једина сачувана пошта из поштанског саобраћаја тог времена.
Идејни је творац неколико пројеката где афирмише младе писце у Србији и дијаспори. Кроз библиотеку Млади таленти афирмисао је преко 20.000 младих писаца, као и кроз Зборник књижевног стваралаштва младих Србије и дијаспоре. Његов рад се огледа и на афирмацији писаца зрелијег доба. Покретач је првог Међународног кампа младих писаца у Брежану код Пожаревца. Својим радом створио је највећу породицу младих писаца у Србији и у свету.
Такође, покретач је и идејни творац неколико значајних манифестација које су добиле изузетан значај и уврштене у туристички календар Србије.

## Хуманитарни рад
Ратне 1991. године слао је и лично носио помоћ у Републику Српску, док је његова кућа била уточиште за педесеторо деце, ратне сирочади из Добоја. Помоћ рањеницима, смештеним у српским болницама, такође није изостала, Колу српских сестара и многим хуманитарним организацијама, захвални су за сва његова доброчинства.
Такође, велики је донатор књига библиотекама школама и многим установама. Покретач је првог Међународног кампа младих писаца у Брежану код Пожаревца.

## Награде и признања
За сав свој рад и труд, а поготово љубав према деци и очувању традиције, културе и обичаја свог народа, Братислав Бата Голић добио је више признања.
- 1995.  менаџер године за мала и средња предузећа,
- 1997.  менаџер из области културе.
- 2014. Повеља културе Културно просветне заједнице Пожаревца за значајан допринос афирмацији у области културе.[8]
- Повеља Регионалне привредне коморе